# София фон Анхалт-Ашерслебен
Вижте пояснителната страница за други личности с името София фон Анхалт.
София фон Анхалт-Ашерслебен (на немски: Sophie von Anhalt-Aschersleben; † сл. 1308) от род Аскани е принцеса от Анхалт-Ашерслебен и чрез женитба графиня на Регенщайн-Хаймбург и господарка в Деренбург (днес част от Бланкенбург).
Тя е дъщеря на княз Ото I фон Анхалт († 1304/1305) и съпругата му принцеса Хедвиг (Йоана Ядвига) фон Силезия-Бреслау († 1300), дъщеря на херцог Хайнрих III Бяли от Силезия-Бреслау.
Сестра е на Ото II († 1315), княз на Анхалт-Ашерслебен, и на Елизабет († пр. 1306), омъжена ок. 1300 г. за граф Фридрих фон Байхлинген-Ротенбург († 1331/1333).

## Фамилия
София фон Анхалт-Ашерслебенсе омъжва на 1 юли 1308 г. за граф Улрих III фон Регенщайн-Хаймбург († 1322/1323), син на граф Албрехт I фон Регенщайн († 1284/1286) и съпругата му София фон Липе († 1290). Те имат 16 деца:
- Бернхард I († сл. 1368), граф на Регенщайн женен за графиня фон Мансфелд-Кверфурт († 1358), дъщеря на Бурхард V фон Мансфелд-Кверфурт
- Луитгард/Лукард († сл. 1327), омъжена за Ото фон Хадмерслебен-Люнебург, господар на Люнебург († сл. 1364)
- Албрехт II/III († 4 януари 1347/25 юли 1351), женен I. сл. 1319 г. за Ода фон Фалкенщайн († сл. 1319), II. пр. 17 януари 1337 г. за принцеса Юта фон Анхалт-Цербст (* ок. 1316), дъщеря на княз Албрехт I фон Анхалт-Цербст († 1316)
- Хайлвиг († сл. 2 април 1321), омъжена сл. 2 април 1321 г. за граф Конрад III фон Вернигероде († 1339)
- Хедвиг (Хезе) († сл. 1331), омъжена за граф Бурхард VI фон Фалкенщайн († 1336)
- Ото II († сл. 1317), домхер в Магдебург (1317)
- Улрих IV „Млади“ († сл. 1358), тевтонец в Немеров
- Фридрих († сл. 1333), тевтонец в Кумпан
- Улрих († сл. 1328)
- Хайнрих IV († сл. 1328)
- Попо II († сл. 1361), кеепер във Виленберг
- София († сл. 1328)
- Зигфрид IV († сл. 1333)
- Гюнтер († сл. 1333)
- дъщеря († сл. 1339), в свещен орден във Видерщет
- дъщеря († сл. 1339), в свещен орден във Видерщет